# Nairobifloden
Nairobifloden (engelska: Nairobi River) är huvudfåran i ett stort system av bäckar och åar som flyter genom provinsen Nairobi i Kenya och mynnar ut i Athifloden. Hela flodsystemet är kraftigt förorenat av jordbruk, avlopp och industrier.
Ett Unep-projekt för att förbättra vattenkvaliteten i floden inleddes 1999.

## Biflöden
Större flöden i flodkomplexet, från norr till söder:
- Ruirufloden
- Kamitifloden
- Rui Ruaka
- Karurafloden
- Gitathurufloden
- Matharefloden
- Nairobifloden
- Kirichwa
- Motoine-Ngong-floden